# Rezerwat przyrody Niebieskie Źródła
Rezerwat przyrody Niebieskie Źródła – krajobrazowy rezerwat przyrody, położony w południowo-wschodniej części Tomaszowa Mazowieckiego, w powiecie tomaszowskim, w województwie łódzkim. Rezerwat znajduje się w otulinie Sulejowskiego Parku Krajobrazowego wchodzącego w skład zespołu Nadpilicznych Parków Krajobrazowych. Jego powierzchnia częściowo pokrywa się z obszarem Natura 2000 „Niebieskie Źródła” PLH100005.
Rezerwat Niebieskie Źródła jest obiektem o dużych wartościach przyrodniczych i atrakcyjnym turystycznie. Przez teren rezerwatu biegną ścieżki dydaktyczne z tablicami informacyjnymi. W pobliżu znajduje się Skansen Rzeki Pilicy.

## Charakterystyka
Rezerwat leży w dolinie rzeki Pilicy, na prawym jej brzegu. Powierzchnia rezerwatu wynosi 28,70 ha (akt powołujący podawał 28,77 ha). Jego symbolem jest kaczka krzyżówka. Został utworzony, dla ochrony malowniczych źródeł krasowych o błękitnym zabarwieniu i zachowania ostoi licznych gatunków ptaków. Na jego terenie znajduje się las olchowy stanowiący ich ostoję. Rezerwat ten obejmuje także silnie pulsujące źródła typu limnokrenowego, które dają początek rzece Jana. Ich urok polega na tym, że woda wybija z dna piasek, który widziany przez taflę wody ma niepowtarzalną, niebiesko-błękitno-zieloną barwę, której odcienie zależą od stanu pogody, stopnia nasłonecznienia bądź zachmurzenia. Czysta woda z wapiennych źródeł pochłania promienie czerwone, a przepuszcza odbite od dna niebieskie i zielone, które można obserwować.
Temperatura wody w miejscach wypływu wynosi około 9 °C, w otaczającym je akwenie waha się od 6 °C zimą do 11 °C latem. Wydajność wód wynosi obecnie 80 l/s i jest znacznie niższa niż kiedyś, na co duży wpływ miała działalność człowieka.

## Flora i fauna
Na terenie rezerwatu występuje prawie 400 gatunków roślin, około 75% z nich to gatunki pospolite. Do rzadko spotykanych w tej części kraju gatunków należą: wierzba czarniawa, rzeżucha niecierpkowa, turówka wonna, grzybienie białe oraz paprocie – nasięźrzał pospolity i nerecznica grzebieniasta. Roślinność wodna jest za to uboga, co związane jest głównie z warunkami termicznymi wywierzysk. Oprócz tego w rezerwacie rosną: ziarnopłon wiosenny, bluszczyk kurdybanek, podagrycznik pospolity i czeremcha zwyczajna.
Rezerwat jest ostoją około 75 gatunków ptaków. Liczne są czernice, kaczki krzyżówki i łabędzie nieme, spotyka się tu także gatunki rzadkie, takie jak remiz, zimorodek, ohar, gil, krętogłów i strzyżyk zwyczajny. Wiele gatunków ptaków tu zimuje, gdyż woda w zbiorniku nie zamarza. Ryby reprezentowane są przez okonie, szczupaki i płocie, płazy m.in. przez traszkę grzebieniastą, żabę trawną i ropuchę szarą. Z bezkręgowców w rezerwacie żyją m.in.: pijawka kacza, szczeżuja wielka, żagnica sina, bagiennik żółtorogi i nartniki.

## Galeria

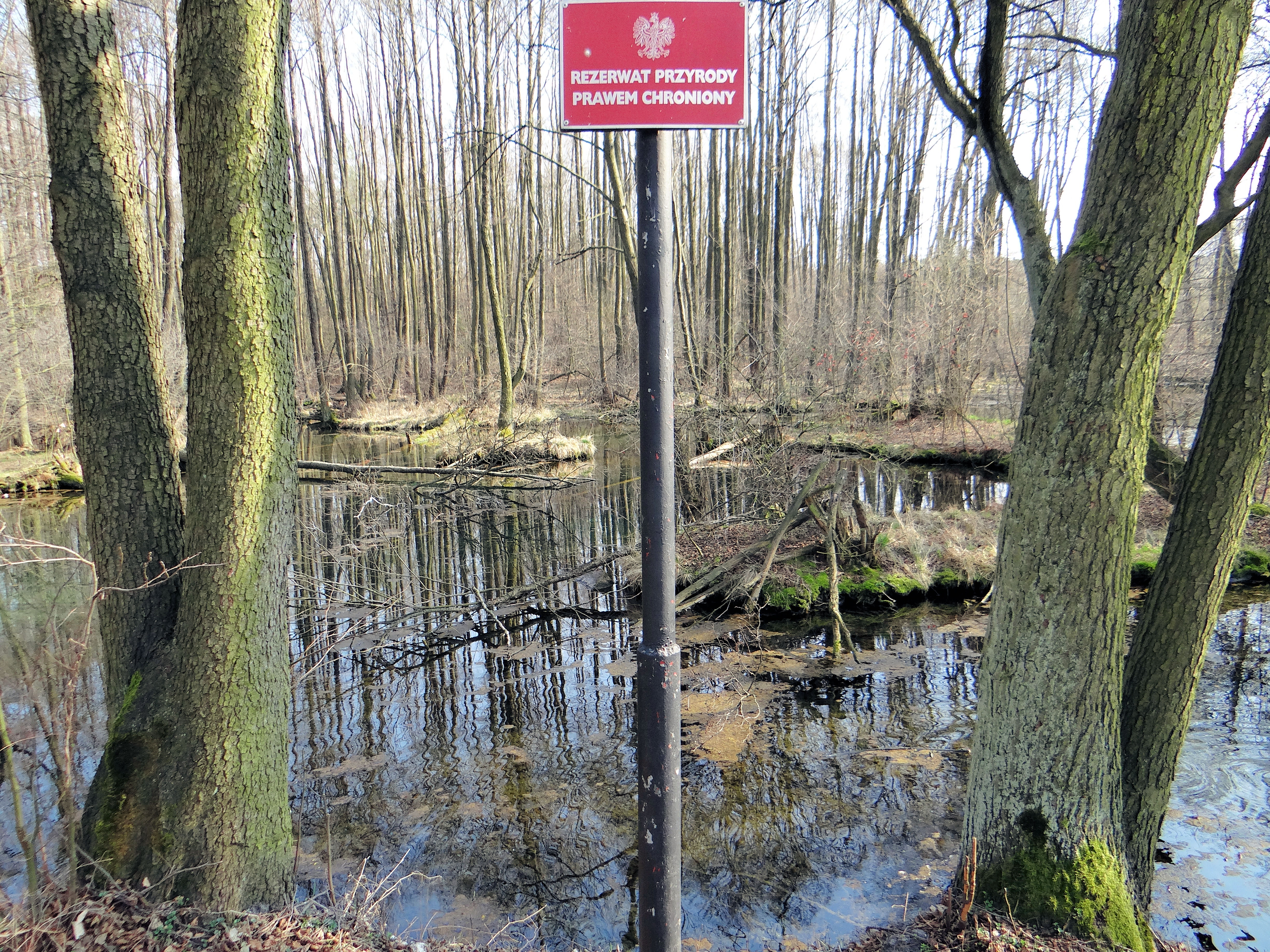
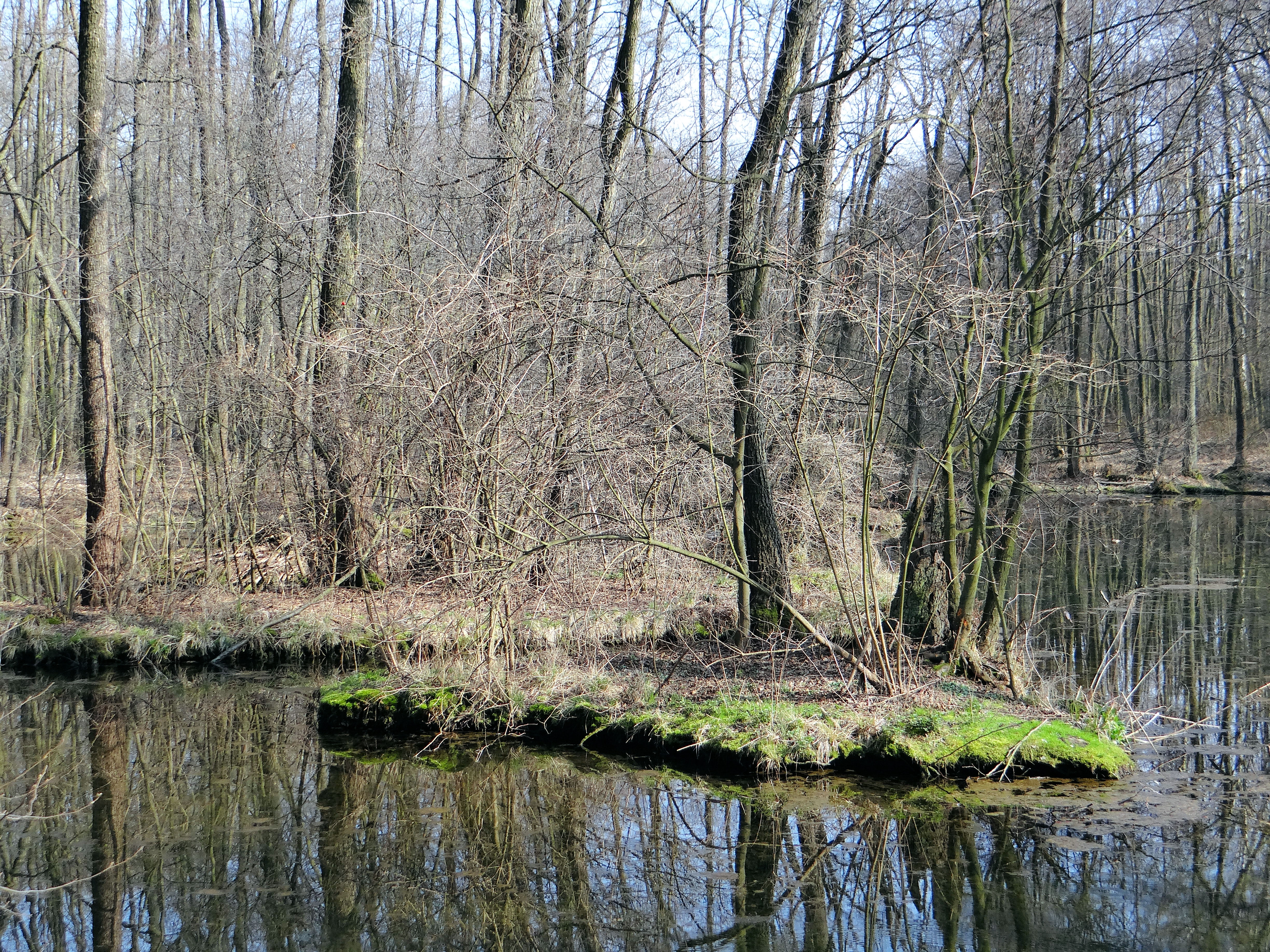
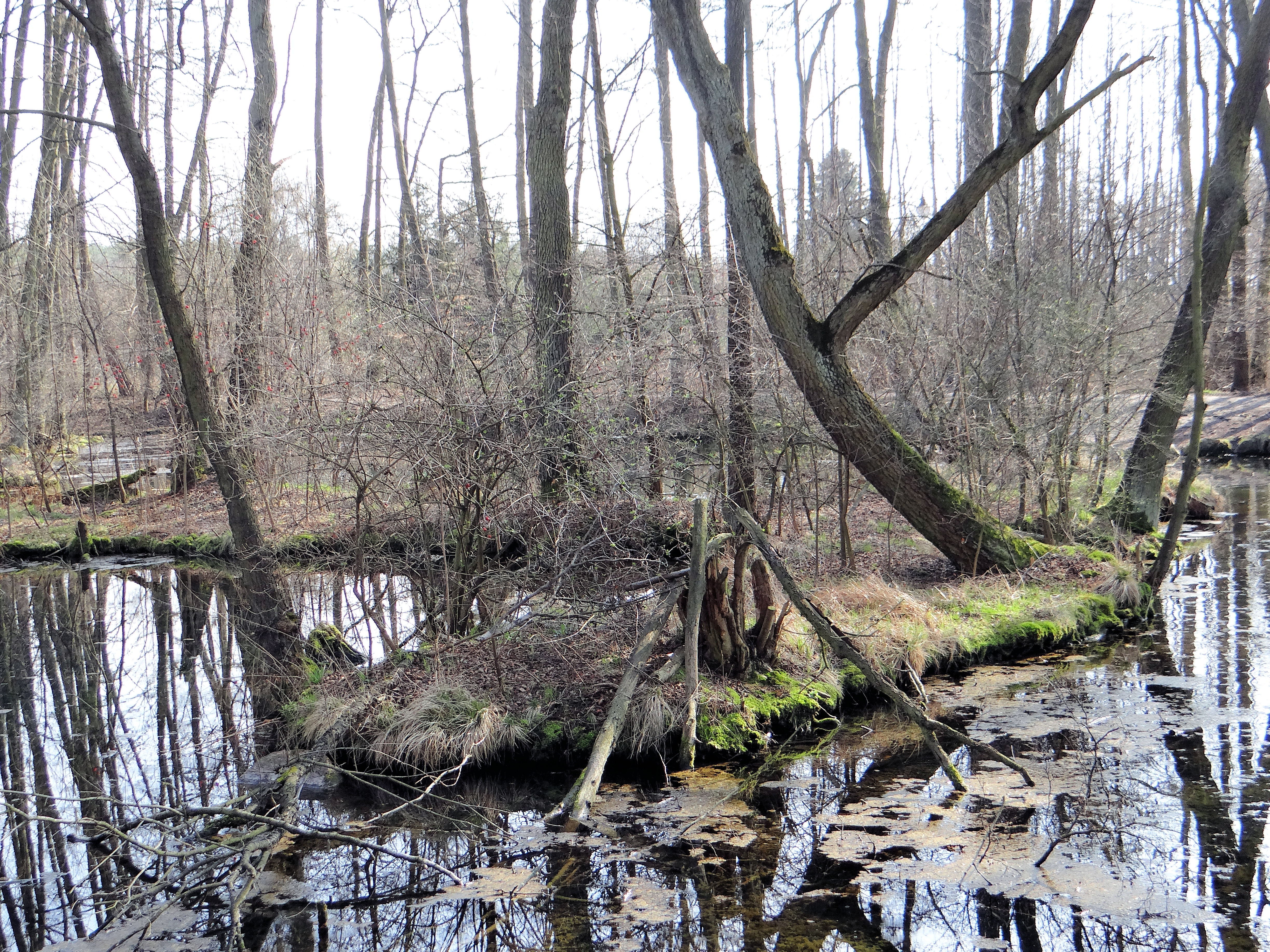
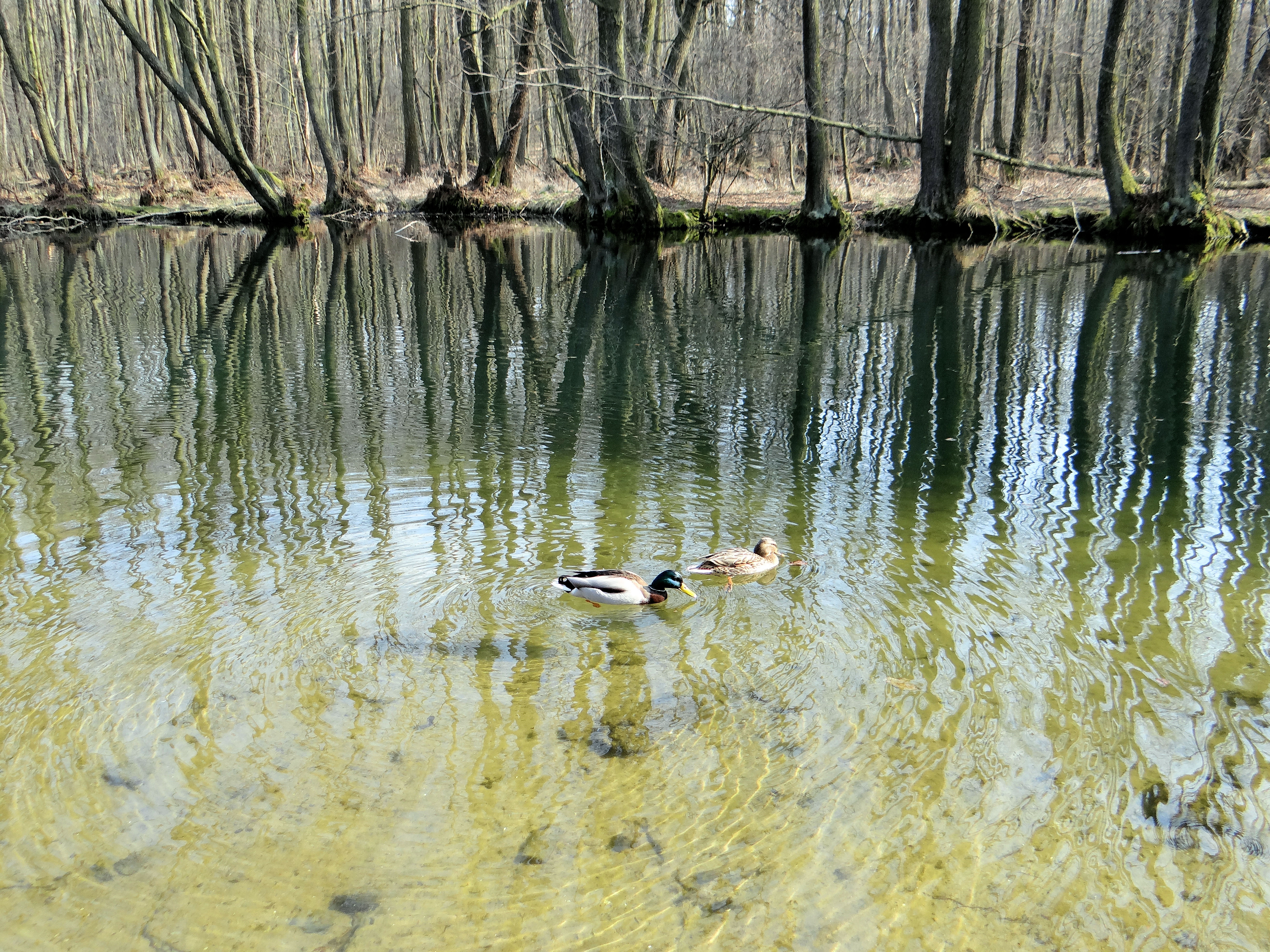
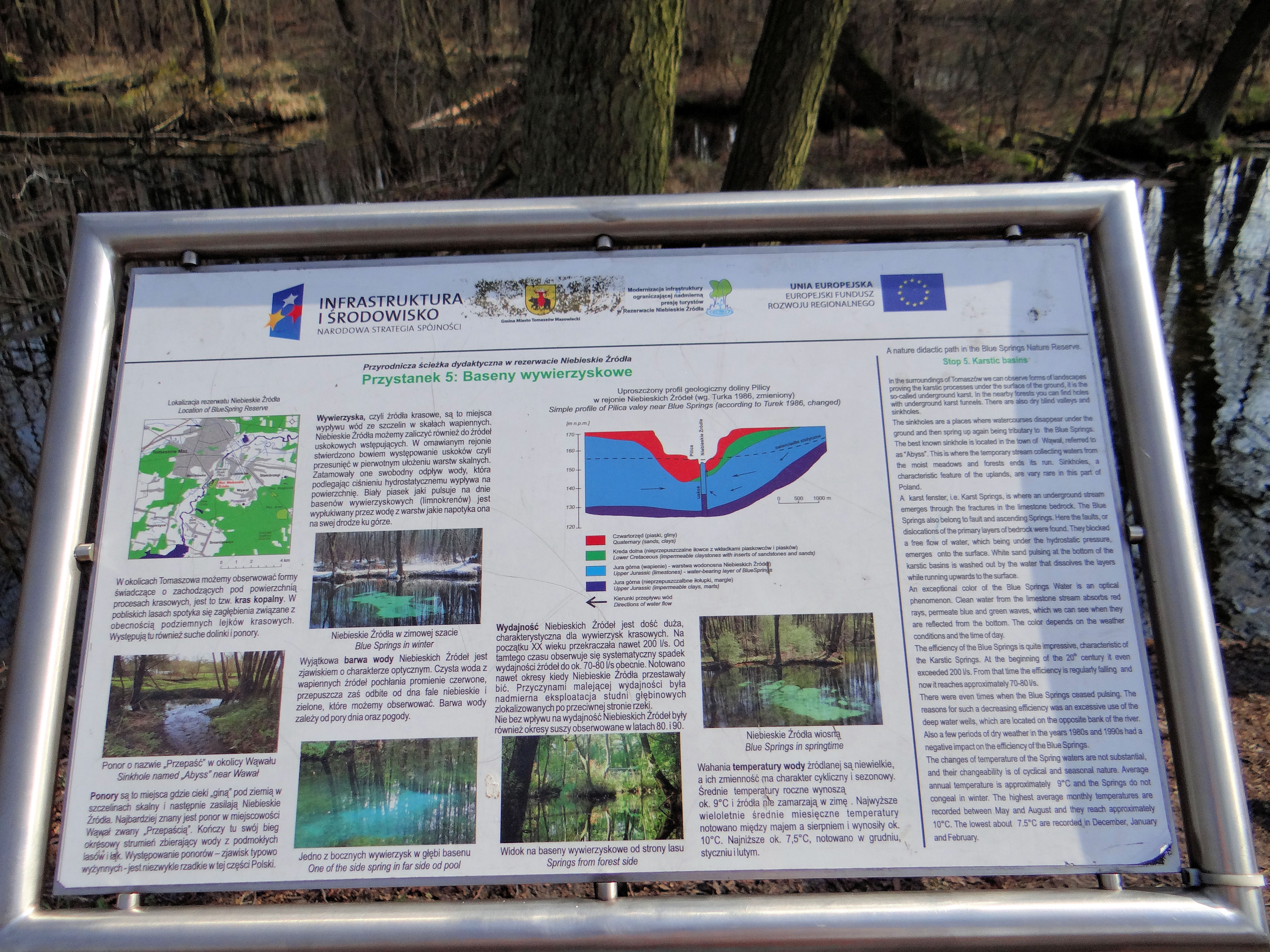
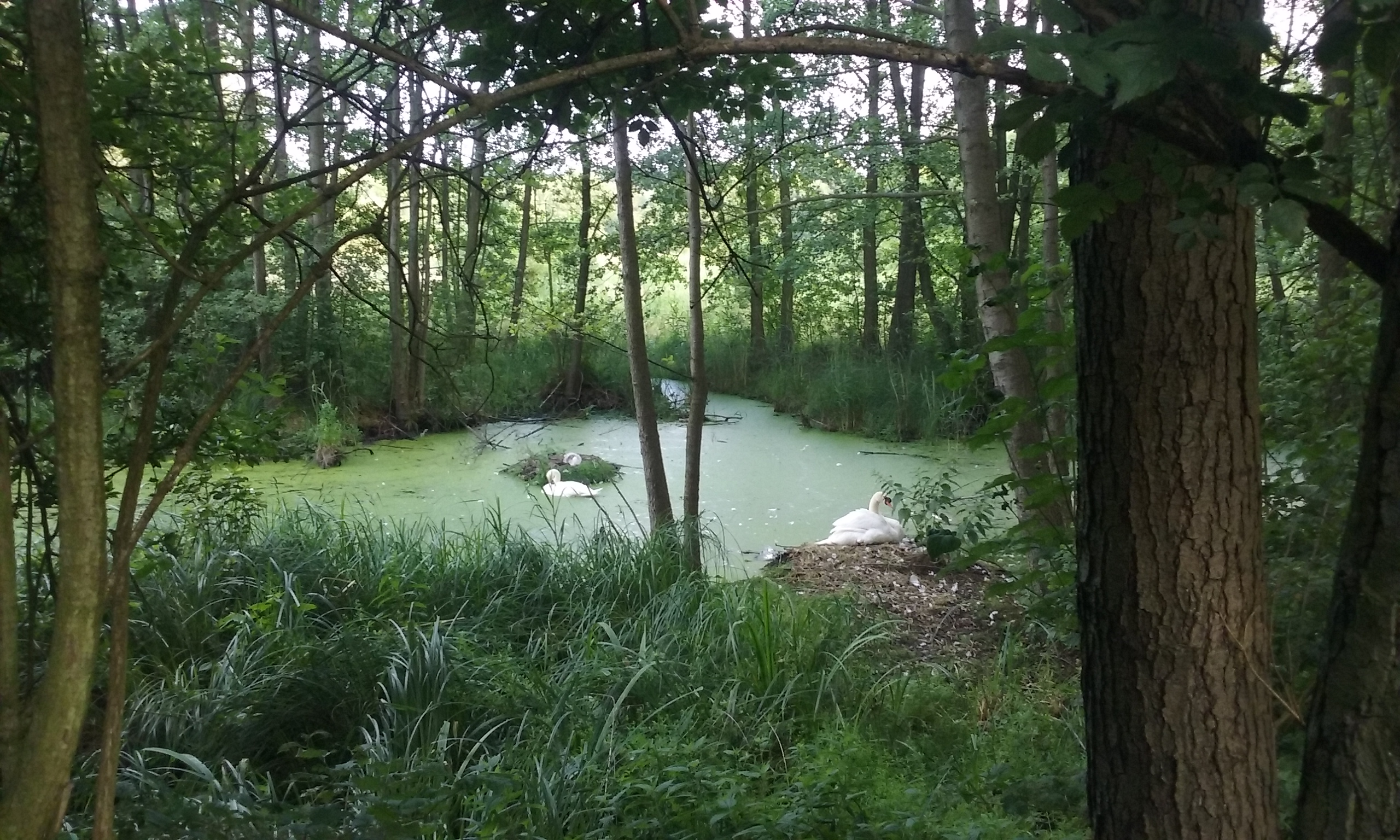